# گوشت‌ربا
سارکولستس (نام علمی: Sarcolestes) نام یک سرده از راسته پرنده‌کفلان است.